# Voccio
Voccio est une personnalité du peuple celte des Noriques, peuple qui formait une confédération avec ses voisins les Boïens et les Taurisques. Le territoire était limité au nord par le Danube, à l'ouest par la Rhétie, à l'est par la Pannonie et au sud par la Dalmatie.

## Protohistoire
Voccio nous est connu par une mention de Jules César, dans ses Commentaires sur la guerre des Gaules (livre I, 53), où il nous apprend que c'est un roi qui vivait vers 60 AEC et dont la fille fut la seconde épouse du roi germain Arioviste.
« Le combat fut ainsi rétabli ; tous les ennemis prirent la fuite, et ne s'arrêtèrent qu'après être parvenus au Rhin à cinquante mille pas environ du champ de bataille ; quelques-uns, se fiant à leurs forces, essayèrent de le passer à la nage, d'autres se sauvèrent sur des barques ; de ce nombre fut Arioviste qui, trouvant une nacelle attachée au rivage, s'échappa ainsi. Tous les autres furent taillés en pièces par notre cavalerie qui s'était mise à leur poursuite. Arioviste avait deux femmes, la première, Suève de nation, qu'il avait amenée avec lui de sa patrie ; la seconde, native du Norique, sœur du roi Voccion, et qu'il avait épousée dans la Gaule, quand son frère la lui eut envoyée ; toutes deux périrent dans la déroute. De leurs filles, l'une fut tuée et l'autre prise. C. Valérius Procillus était entraîné, chargé d'une triple chaîne, par ses gardiens fugitifs. Il fut retrouvé par César lui-même qui poursuivait l'ennemi, à la tête de la cavalerie. Cette rencontre ne lui causa pas moins de plaisir que la victoire même ; l'homme le plus considéré de la province, son ami et son hôte, était arraché des mains des ennemis et lui était rendu ; la fortune n'avait pas voulu troubler par une telle perte sa joie et son triomphe. Procillus lui dit qu'il avait vu trois fois consulter le sort pour savoir s'il serait immédiatement brûlé ou si on renverrait son supplice à un autre temps ; et que le sort favorable l'avait sauvé. M. Métius fut aussi rejoint et ramené à César.

 »
— Jules César, Commentaires sur la Guerre des Gaules, Livre I, 53.

## Note
1. ↑  La traduction de Désiré Nisard des Commentaires sur la guerre des Gaules de 1865 utilise la graphie « Voccion ».

## Sources et bibliographie
- Venceslas Kruta, Les Celtes, Histoire et Dictionnaire, page 830, Éditions Robert Laffont, coll. « Bouquins », Paris, 2000,  (ISBN 2-7028-6261-6)
- John Haywood (intr. Barry Cunliffe, trad. Colette Stévanovitch), Atlas historique des Celtes, éditions Autrement, Paris, 2002,  (ISBN 2-7467-0187-1)
- Albert Grenier, Les Gaulois, Petite bibliothèque Payot, Paris, 1970,  (ISBN 2-228-88838-9)
- Danièle et Yves Roman, Histoire de la Gaule, Librairie Arthème Fayard, Paris, 1997,  (ISBN 2-7028-1646-0)
- Bibliographie sur la civilisation celtique

## Wikisource
- Jules César, Commentaires sur la guerre des Gaules, Livre VIIII